# Cyrus II de Grote

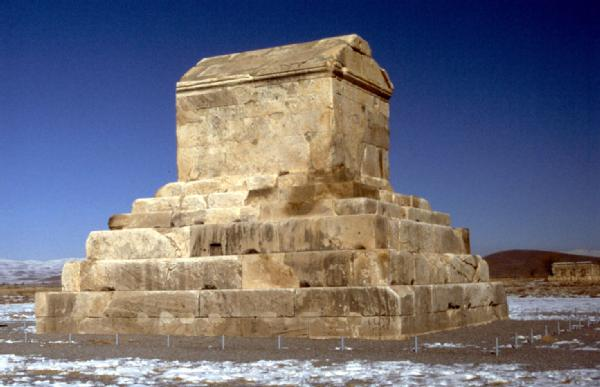
Graftombe van Cyrus de Grote in Pasargadae.

Cyrus II of Cyrus de Grote (Perzisch: کوروش بزرگ, Kūrosh-e-Bozorg, Oudperzisch: 𐎤𐎢𐎽𐎢𐏁; * circa 590 tot 580 v. Chr.; † augustus 530 v. Chr.) was de zesde heerser uit de dynastie van de Achaemeniden, die het Perzische Rijk regeerden. Hij bouwde het oorspronkelijk kleinere oud-Perzische Rijk uit tot een wereldrijk, dat onder zijn opvolgers reikte van de Indus tot en met het Oude Egypte. Dit rijk werd in 330 v.Chr. veroverd door Alexander de Grote. Cyrus wordt ook genoemd in de Hebreeuwse Bijbel.

## Biografie

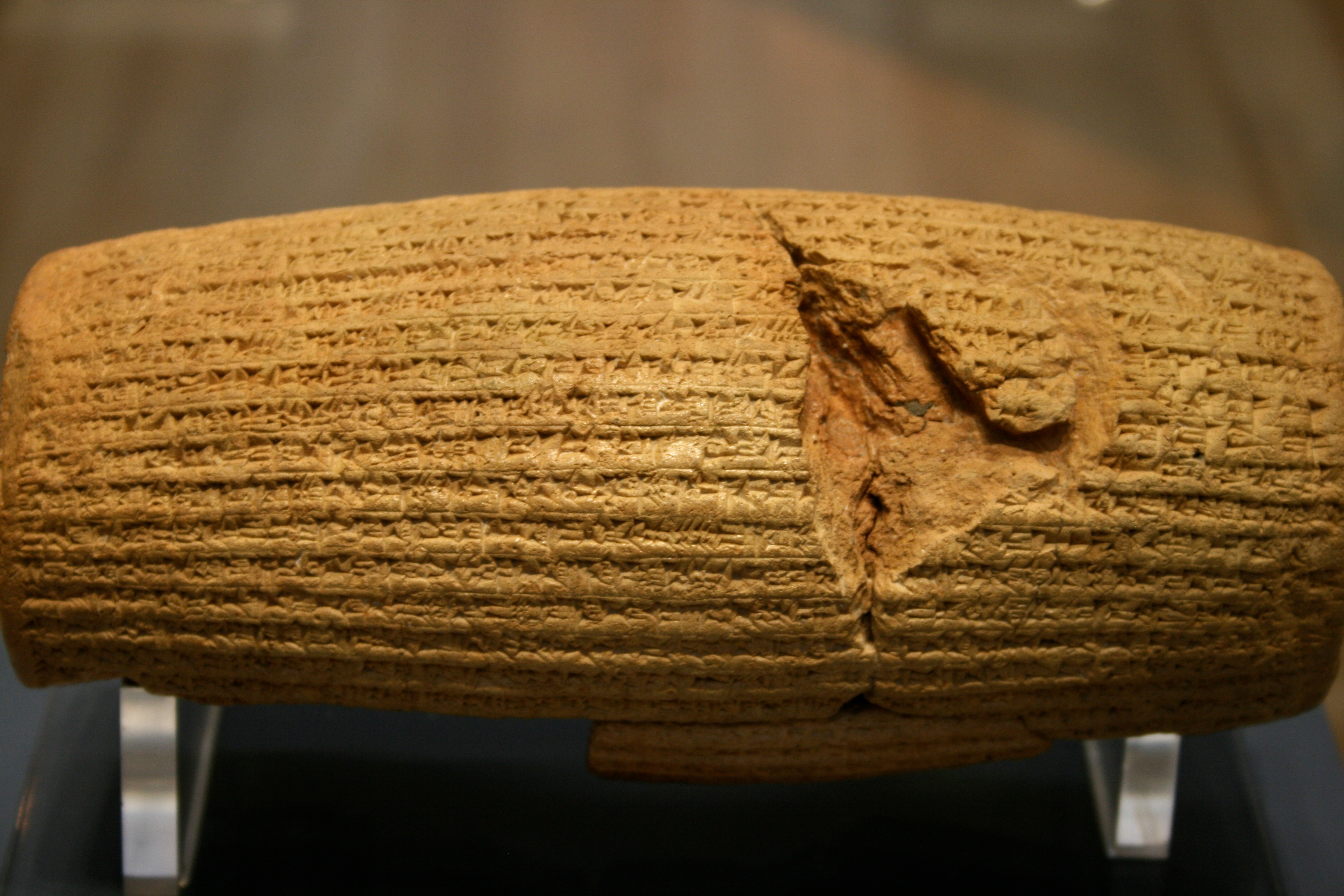
De Cyruscilinder

### Opkomst
Volgens de historische geschiedschrijver Herodotus (438 v.Chr - 424 v.Chr.) volgde Cyrus in 559 v.Chr. zijn vader Cambyses I op als vorst in de gebieden die door de Perzen werden bewoond, en waarover zijn familieleden vermoedelijk al een aantal generaties regeerden. Zij deden dat als vazal van het machtige rijk van de Meden.
Cyrus kwam tegen zijn leenheer Astyages in opstand en versloeg de Meden. Daardoor werd hij in 550 v.Chr. koning van Meden en Perzen; hij beheerste daardoor een gebied dat min of meer samenvalt met het huidige Iran en het oosten van Turkije. Cyrus maakte het zoroastrisme tot staatsreligie van het Perzische Rijk na zijn tochten in het gebied van de Meden. Dit bleef zo, met onderbrekingen, tot de verspreiding van de islam in de 7e eeuw.

### Veroveringen
Nu begon een reeks veroveringen die dit rijk deden uitgroeien tot het grootste wereldrijk tot dan. Babylon, Kanaän, Egypte, Bactrië, Klein-Azië en de Centraal-Aziatische steppenomaden moesten zijn gezag erkennen. Hij liet tevens de eerste hoofdstad van de Achaemeniden (het eerste Perzische Rijk) bouwen, Pasargadae genaamd. Deze stad lag ongeveer 87 km ten noordoosten van de historische stad Persepolis.
In 542 v.Chr. overwon hij Croesus, koning der Lydiërs. De verovering van het Lydische koninkrijk bracht ook de annexatie van de Griekse steden op de kust van Klein-Azië met zich mee. Dit was het gevolg van hun opportunistische neutraliteitspolitiek: nadat ze geweigerd hadden zich bij Cyrus aan te sluiten, deden zij ook geen inspanning om Croesus te helpen. Herodotus veronderstelde dat de nederlaag van Croesus tegen Cyrus als gevolg van een doorlopende en onvermijdelijke reeks voorvallen leidde tot het grote conflict tussen Oost en West.
De veroveringen werden gevolgd door die van het Nieuw-Babylonische Rijk, dat nog steeds een ernstige bedreiging vormde voor het Perzische Rijk. Babylon, in die tijd de culturele hoofdstad van de wereld, werd verdedigd door koning Nabonidus en zijn kroonprins Belsazar. Na een jaar vol bloedige gevechten, waarvan de Naboniduskroniek verslag doet, versloeg Cyrus Nabonidus in oktober 539 bij Opis; twee weken later deed hij zijn intrede in de stad. Volgens Cyrus' eigen opvatting, bekend van de Cyruscilinder, werd hij verwelkomd door de inwoners, die ontstemd zouden zijn geweest over de religieuze politiek van de laatste Babylonische koning. De feitelijke juistheid hiervan valt niet meer te achterhalen. Wel staat vast dat Cyrus sindsdien ook de titel "koning van Babylonië" voerde.
Cyrus heeft aan verschillende vijanden genade geschonken. Een van de koningen die hij versloeg, zou zelfs nog vijftien jaar zijn staatssecretaris zijn geweest. Na zijn machtsovername stuurde Cyrus onverwijld de godenbeelden en andere religieuze voorwerpen van de verschillende Mesopotamische steden terug, die door de Babylonische koningen vroeger waren geroofd en naar de hoofdstad gesleept. In de Hebreeuwse Bijbel wordt verteld dat ook de Joden de uit de Joodse tempel geroofde voorwerpen terugkregen en dat velen die destijds naar Babylonië verbannen waren, toestemming kregen om naar hun vaderland, dat ook tot het Perzische Rijk behoorde, terug te keren. Hiermee kwam er een einde aan de Babylonische ballingschap.

### Einde
Na de inname van Babylon trok Cyrus verder om zijn noordoostelijke grens te beveiligen. Zijn doel was het koninkrijk van de Massageten onder koningin Tomyris, een van de Aziatische nomadenstammen in de buurt van de Kaspische Zee, die een voortdurende bedreiging vormden voor de meer sedentaire volkeren in het Rijk. Volgens Herodotus vond Cyrus de dood tijdens deze campagne en werd zijn afgehakte hoofd door Tomyris gedoopt in bloed; andere auteurs noemen andere doodsoorzaken. In elk geval nam zijn zoon Cambyses II in augustus 530 v.Chr. de macht over.

## Oude bronnen over Cyrus

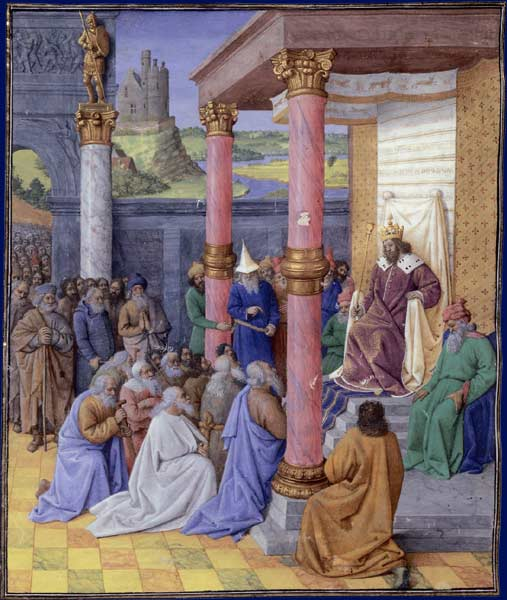
Middeleeuwse afbeelding van Jean Fouquet met daarop Cyrus II en de joden

Tot de belangrijkste archeologische bronnen horen de cilinders van Nabonidus en de Cyruscilinder.
De Babylonische priester Berossus schreef de Babyloniaca, een geschiedenis van Assyrië/Babylonië in het Grieks. Hij leefde 200 jaar na Cyrus maar had toegang tot de officiële archieven. Het origineel is niet bewaard; we kennen zijn werk via uittreksels in het werk van Flavius Josephus (zie hieronder) en in de Kroniek van Eusebius van Caesarea.
Cyrus wordt genoemd in het boek De vorming van Kyros van Xenophon. Xenophon leidde een groep Griekse huursoldaten in dienst van de latere Cyrus de Jongere, die een mislukte staatsgreep ondernam tegen zijn oudere broer koning Artaxerxes II. De Cyropaedia bevat een groot aantal historische fouten en is over het algemeen een onbetrouwbare bron. In de entourage van Artaxerxes II bevond zich de Griekse arts Ctesias, die later in zijn Persica de geschiedenis van Assyrië/Babylon en Perzië schreef. Ook zijn verslag wijkt vaak feitelijk af van de beschrijvingen die op teruggevonden inscripties zijn aangetroffen. Het kan niettemin dienen om sommige leemten te vullen in de levens van Cyrus zelf, van Oebares en van Croesus.
Cyrus wordt vermeld in de Hebreeuwse Bijbel, in enkele vertalingen vertaald met Kores of Cores. Hij wordt vaak genoemd in het boek Ezra; mogelijk betreft het daar echter zijn kleinzoon en waarschijnlijk ook naamgenoot Xerxes (485–465 v.Chr.). Daarnaast wordt hij genoemd in Jesaja 44:28 en 45:1 als veroveraar van de stad Babylon en wordt hij betiteld als herder en gezalfde van God. In Daniël 10:1 wordt hij genoemd als koning (sjah) van de Perzen (deze koningstitel werd pas geïntroduceerd door Xerxes).
De Griekse geschiedschrijver Herodotus is de eerste die uitdrukkelijk kritisch omgaat met onderling tegenstrijdige bronnen. Hij is hier en daar onnauwkeurig en laat soms relatief belangrijke gebeurtenissen weg. 
Secundaire bronnen uit de 1ste en 2de eeuw n.Chr. zijn Nicolaus van Damascus, de Oude geschiedenis van de Joden van Flavius Josephus, Plutarchus en Lucius Flavius Arrianus.

## Beoordeling
De figuur van Cyrus de Grote sprak levendig tot de verbeelding van latere geslachten. Zijn uitzonderlijke bekwaamheid als legeraanvoerder en zijn veronderstelde religieuze tolerantie gaven aanleiding tot het ontstaan van een rijke legendencyclus rond zijn persoon. In het werk van Herodotus komt hij naar voren als een legendarische persoonlijkheid, van wie de historische realiteit dreigt verloren te gaan in een overvloed van volkse verhalen. In Xenophons Cyropaedia is hij zelfs geen wezen van vlees en bloed, maar een ideaalbeeld van deugdzaamheid (van Griekse deugden nog wel) en zijn (grotendeels fictieve) ervaringen leveren stof voor een (Griekse) vorstenspiegel.
Ook het Joodse beeld is positief. Zij waren hem blijvend dankbaar, omdat hij ze zou hebben toegestaan uit de gevangenschap huiswaarts te keren en de heilige voorwerpen die Nebukadnezar II had gestolen uit de tempel te Jeruzalem mee terug te nemen.
Hij gold daardoor niet alleen als de stichter van het grootste wereldrijk van de oudheid, maar zou ook een visionair vorst zijn geweest met ideeën omtrent een ideaal bestuur, zoals de wereld nog niet eerder had gekend. Hij was zowel een organisator als een veroveraar en hij gold als wijs en tolerant genoeg om de overwonnen volken hun eigen manier van leven en hun godsdienst te laten behouden. Deze opvattingen bezorgen hem tot heden de naam van de meest liberale vorst uit de Oudheid.

## Voetnoten
1. ↑  Geboortedatum: schatting uit de Encyclopædia Britannica. Tegenwoordig wordt de datum genoemd door de Griekse geschiedkundige Dinon von Kolophon (geciteerd door Cicero in De Divinatione 1,23), onwaarschijnlijk geacht (zie bv F. H. Weißbach, in: Paulys Realencyclopädie der classischen Altertumswissenschaft (RE), Supplement IV, Sp. 1157). Jaar van overlijden komt uit overgeleverde keltische geschriften.
2. ↑  De vaak genoemde datum 547 is gebaseerd op een verkeerde interpretatie van de Naboniduskroniek. Zie R. Rollinger (2004): "The Median 'Empire', the End of Urartu, and Cyrus' Campaign in 547" in: Proceedings of the First International Conference on Ancient Cultural Relations between Iran and West Asia
3. ↑  Ezra 1:7
4. 1 2  Deze interpretatie is ter discussie gesteld door Diana Edelman (2005): The Origins of the 'Second' Temple. Persian Imperial Policy and the Rebuilding of Jerusalem
5. 1 2 3 4  (en) Dando-Collins, Stephen (2020). Cyrus the Great: Conqueror, Liberator, Anointed One. Turner Publishing Company, Nashville, Tennessee, "Our Sources on Cyrus", pp. 13-21. ISBN 9781684424375.